# Lidia Nelidova
Lidia Ritchardovna Nelidova (Ли́дия Ри́чардовна Нели́дова, née Barto 1863-1929) est une danseuse et pédagogue russe, soliste de la troupe de Moscou des théâtres impériaux et autrice d'articles sur la théorie de la danse.

## Biographie
Elle naît en 1863 dans la famille d'un commerçant anglais du nom de Richard Barto et de son épouse née Lidia Petrovna Sevriouguina. L'un de ses frères, Nikolaï, est le père de Pavel (1904-1986, ornithologue et poète) et Rostislav Barto (1902-1974, peintre).
En 1884, elle termine l'Académie de chorégraphie de Moscou et entre à la troupe du théâtre du Bolchoï. À partir de 1885, elle est soliste et en 1887 elle entre à la troupe du théâtre Mariinsky. En 1890-1891, elle demeure et se produit en Angleterre et en 1896-1897 travaille pour la troupe de Saint-Pétersbourg.
En 1908, Lidia Nelidova ouvre à Moscou sa propre école de ballet qui dure jusqu'au début des années 1920.
Elle demeurait à Moscou au n° 6 du boulevard de la Passion. Elle meurt en 1929 à Moscou.

### Vie privée
Lidia Nelidova était l'épouse d'un gentilhomme du nom de Constantin Dmitrievitch Loupandine dont elle a deux enfants, Dmitri et Lidia; sa fille deviendra aussi ballerine: Lidia Constantinovna Redega-Podobed (1888-1946), ballerine, pédagogue, maîtresse de ballet du MKhAT et épouse de Porphyre Podobed (1886-1965), acteur et metteur en scène.

## Répertoire
- La reine Nyssia, Le Roi Candaule
- Aspicia, La Fille du pharaon
- Lisa, La Fille mal gardée
- Lilia, Satanella
- Le Printemps,Pâquerette
- La naïade victorieuse, La Naïade et le Pêcheur
- Gulnara, Le Corsaire

## Publications
Lidia Nelidova a publié plusieurs articles théoriques sur le ballet dont:
- Lettres sur le ballet. Lettre première: Les idéaux de la chorégraphie et les vrais chemins du ballet, Moscou, 1894
- L'Art du mouvement et la gymnastique du ballet. Courte théorie, histoire et mécanique de la chorégraphie, Moscou, 1908.